# كلاماث
كلاماث هي قبيلة صغيرة في أمريكا الشمالية من العرق اللوتوامي، وكانوا يعيشون حول بحيرات ونهر كلاماث، وهم لآن يعيشون في محمية كلاماث جنوب أوريغون.